# آریو گرگ
آریو گرگ یک ستاره است که در صورت فلکی گرگ قرار دارد.